# Per morte innaturale
Per morte innaturale (Unnatural Death) è un romanzo giallo del 1927 scritto da Dorothy L. Sayers, il terzo con protagonista l'investigatore dilettante Lord Peter Wimsey.

## Trama
Siamo alla fine del 1925: il dottor Carr racconta a Lord Peter Wimsey e all'ispettore-capo Parker della morte di una sua paziente, l'anziana Agatha Dawson, che soffriva di cancro allo stadio terminale. Il dottore si era convinto che ci fosse qualcosa di sospetto in quel decesso, e aveva insistito per un'autopsia. Che però gli aveva dato torto e aveva confermato il verdetto di morte naturale. Travolto dallo scandalo, ha dovuto lasciare la propria comunità a Lehampton e venire a Londra.
Incuriosito dalla storia, Lord Peter invia Miss Katherine Climpson, la sua acuta assistente di mezza età, ad indagare, soprattutto su colei che più ha tratto beneficio dalla morte della signora Dawson: la pronipote, Mary Whittaker, che peraltro, da infermiera qualificata, l'ha assistita nel periodo più acuto della malattia. In più, la signorina ha ereditato solo in virtù della mancanza di un testamento, che la signora Dawson si era sempre rifiutata di fare, e in quanto parente più prossima. La signorina Climpson scopre innanzitutto che poco prima della sua morte, la signora Dawson aveva mandato via le sue cameriere, le sorelle Bertha e Evelyn Gotobed....la prima delle quali viene presto trovata assassinata. Nel caso entrano presto una misteriosa donna residente a Mayfair, Muriel Forrest, e un lontano parente della signora Dawson, il reverendo Hallelujah Dawson, mezzo indiano.
Lord Peter si è dunque imbattuto in un vero "delitto perfetto"?

## Edizioni italiane
- Sincope (edizione parziale), collana I gialli Mondadori n. 48, Arnoldo Mondadori Editore, 1948.
- Per morte innaturale (Sincope), traduzione Grazia Griffini, collana I classici del Giallo Mondadori n. 568, Arnoldo Mondadori Editore, novembre 1988.
- Per morte innaturale, collana I classici del Giallo Mondadori n. 1058, Arnoldo Mondadori Editore, aprile 2005.